# Crown Range Road Summit
Der Crown Range Road Summit ist der höchste Punkt der Crown Range Road, die im Süden der Neuseeländischen Alpen auf der Südinsel Neuseelands liegt. Sie verbindet Wanaka mit Queenstown. Der Summit auf 1076 m liegt nahe Queenstown zwischen dem 1363 m hohen Mount Scott im Westen und dem 1375 m hohen Mount Hocken im Osten. Er ist zwei Meter höher als der Desert Road Summit auf der Nordinsel und damit der höchste Pass Neuseelands, über den eine befestigte Straße führt.